# Boeveriestraat
De Boeveriestraat is een straat in het historisch centrum van Brugge.

## Beschrijving
De straat loopt van 't Zand - Vrijdagmarkt naar de Boeveriepoort, doorheen de Boeveriewijk.
De naam was ruim verspreid en wees naar een runderstal, een runderbedrijf of zelfs, zoals hier, een uitgestrekt weiland waar runderen op gekweekt werden. De naam kwam uit het Latijn bos, bovis (rund).
In Brugge kwam de naam in vroege eeuwen als volgt voor:
- 1284 in Boveria;
- 1290: in Boverie;
- 1297: a Bouveria usque;
- 1302: ter Bouverie.

Pas in de tweede helft van de 15de eeuw schreef men 'straat' achter Boeverie. Het was niet langer een weide maar een bebouwd deel van de stad.
In aansluiting op de Boeveriestraat bestond er ook een Boeverievest, maar die werd in 1883 omgedoopt tot Hendrik Consciencelaan. Er bleef alleen nog een Buiten Boeverievest over, die loopt van de (verdwenen) Boeveriepoort, thans Koning Albert I-laan, tot aan de Smedenpoort.

## Literatuur

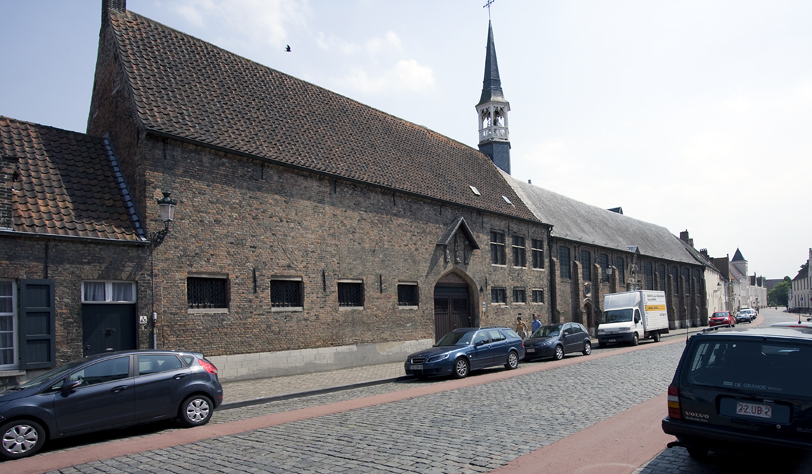
De Sint-Godelieveabdij in de Boeveriestraat
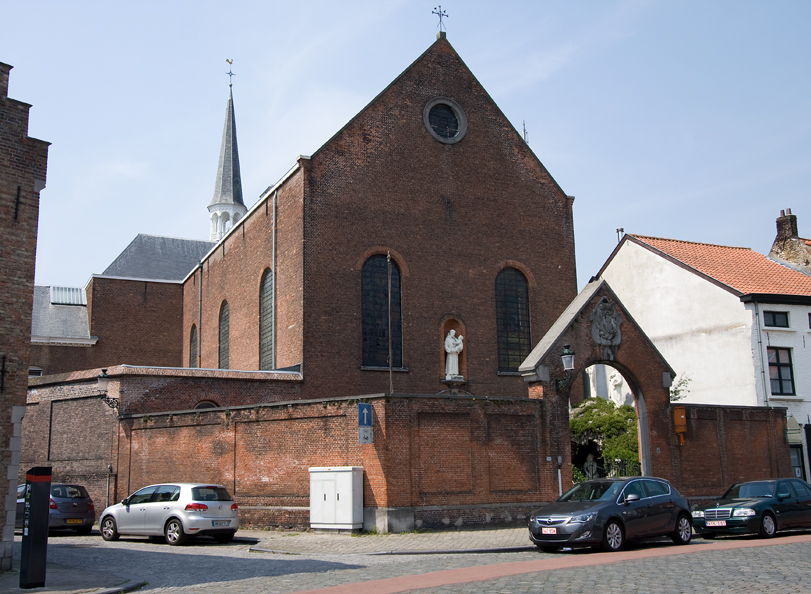
De Kapucijnenkerk op de hoek van de Klokstraat en de Boeveriestraat
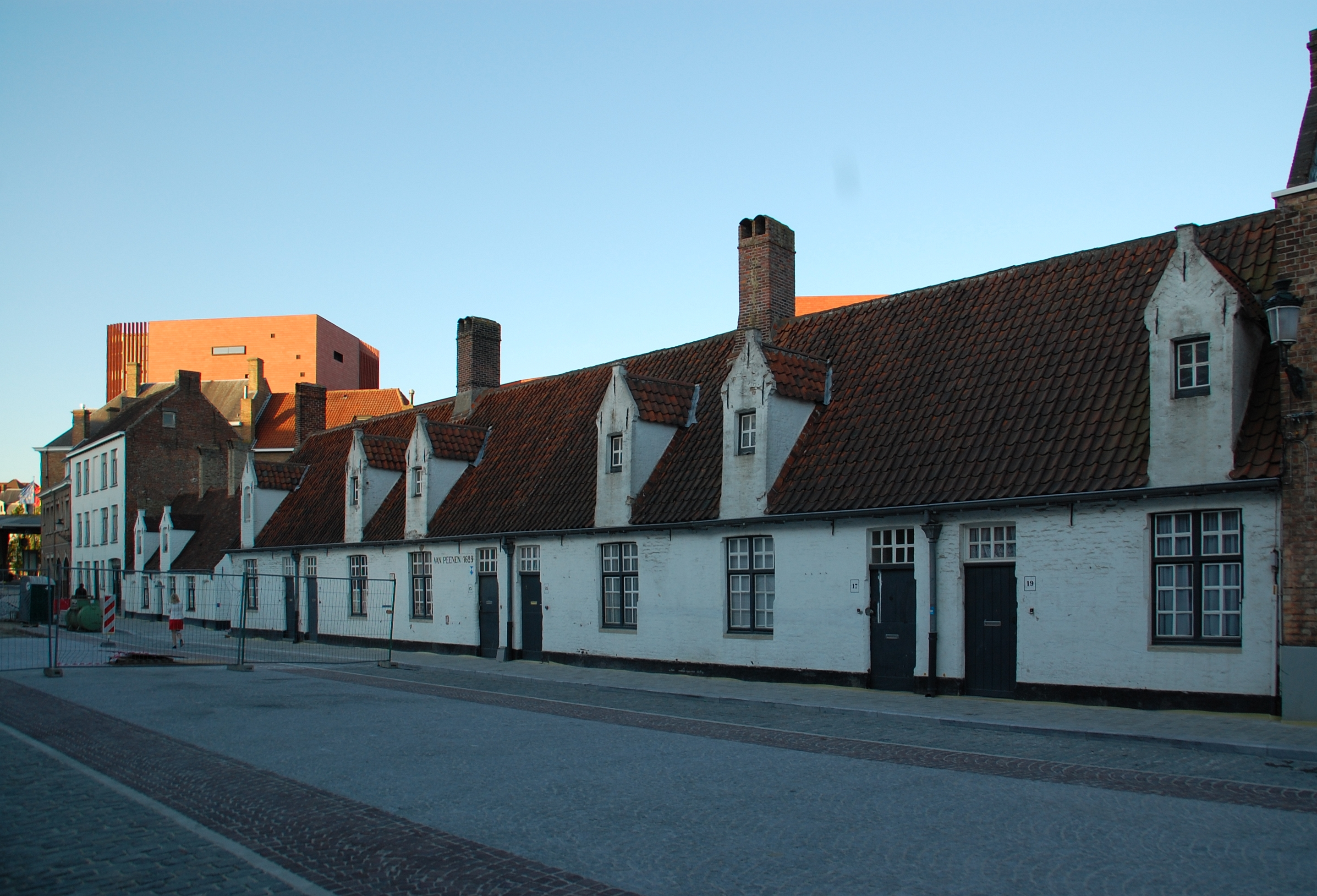
Godshuis Van Peenen in de Boeveriestraat
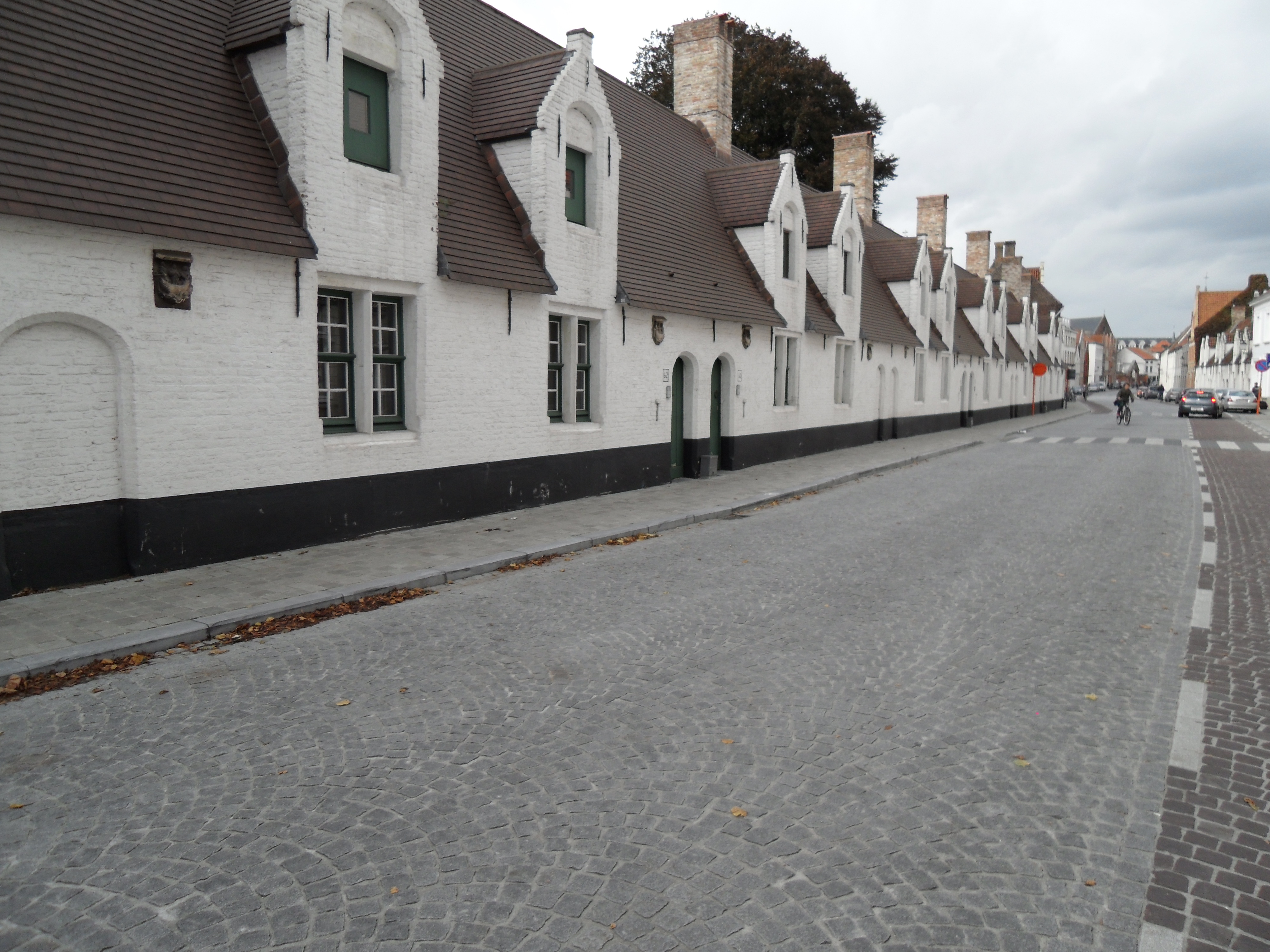
Nog méér godshuizen in de Boeveriestraat

## Bekende bewoners
- Pieter Ledoulx